# Saint-Siméon (Eure)
Saint-Siméon és un municipi francès situat al departament de l'Eure i a la regió de Normandia. L'any 2007 tenia 308 habitants.

## Demografia

### Població
El 2007 la població de fet de Saint-Siméon era de 308 persones. Hi havia 111 famílies de les quals 20 eren unipersonals (16 homes vivint sols i 4 dones vivint soles), 32 parelles sense fills, 51 parelles amb fills i 8 famílies monoparentals amb fills.
La població ha evolucionat segons el següent gràfic:
Habitants censats

### Habitatges
El 2007 hi havia 192 habitatges, 114 eren l'habitatge principal de la família, 71 eren segones residències i 7 estaven desocupats. 150 eren cases i 1 era un apartament. Dels 114 habitatges principals, 96 estaven ocupats pels seus propietaris, 17 estaven llogats i ocupats pels llogaters i 1 estava cedit a títol gratuït; 4 tenien dues cambres, 16 en tenien tres, 27 en tenien quatre i 67 en tenien cinc o més. 81 habitatges disposaven pel capbaix d'una plaça de pàrquing. A 46 habitatges hi havia un automòbil i a 64 n'hi havia dos o més.

### Piràmide de població
La piràmide de població per edats i sexe el 2009 era:
| Homes | Edats   | Dones |
| ----- | ------- | ----- |
| 0     | 95 o +  | 0     |
| 4     | 90 a 94 | 0     |
| 4     | 85 a 89 | 0     |
| 0     | 80 a 84 | 4     |
| 4     | 75 a 79 | 4     |
| 4     | 70 a 74 | 8     |
| 0     | 65 a 69 | 0     |
| 0     | 60 a 64 | 0     |
| 8     | 55 a 59 | 8     |
| 12    | 50 a 54 | 4     |
| 28    | 45 a 49 | 16    |
| 20    | 40 a 44 | 24    |
| 0     | 35 a 39 | 4     |
| 4     | 30 a 34 | 4     |
| 8     | 25 a 29 | 8     |
| 16    | 20 a 24 | 4     |
| 8     | 15 a 19 | 16    |
| 20    | 10 a 14 | 0     |
| 8     | 5 a 9   | 8     |
| 12    | 0 a 4   | 4     |

## Economia
El 2007 la població en edat de treballar era de 210 persones, 165 eren actives i 45 eren inactives. De les 165 persones actives 155 estaven ocupades (84 homes i 71 dones) i 10 estaven aturades (6 homes i 4 dones). De les 45 persones inactives 15 estaven jubilades, 12 estaven estudiant i 18 estaven classificades com a «altres inactius».

### Ingressos
El 2009 a Saint-Siméon hi havia 114 unitats fiscals que integraven 316 persones, la mediana anual d'ingressos fiscals per persona era de 19.396 €.

### Activitats econòmiques
Dels 9 establiments que hi havia el 2007, 2 eren d'empreses extractives, 1 d'una empresa de fabricació d'altres productes industrials, 1 d'una empresa de comerç i reparació d'automòbils, 1 d'una empresa d'hostatgeria i restauració, 1 d'una empresa immobiliària i 3 d'empreses de serveis.
Dels 2 establiments de servei als particulars que hi havia el 2009, 1 era un restaurant i 1 agència immobiliària.
L'any 2000 a Saint-Siméon hi havia 18 explotacions agrícoles que ocupaven un total de 496 hectàrees.

## Equipaments sanitaris i escolars
El 2009 hi havia una escola maternal integrada dins d'un grup escolar amb les comunes properes formant una escola dispersa.

## Poblacions més properes
El següent diagrama mostra les poblacions més properes.